# Sergueï Makovetski
Sergueï Vassilievitch Makovetski (en russe : Серге́й Васильевич Маковецкий), né dans la banlieue de Kiev à Darnitsa (Union soviétique, RSS d'Ukraine) le 13 juin 1958, est un acteur soviétique puis russe, artiste du peuple de la fédération de Russie en 1998.

## Biographie
Sergueï Makovetski est élevé par une mère célibataire. Bon nageur et joueur de water-polo, il pouvait intégrer l'équipe nationale soviétique, mais sa mère s'oppose à toute carrière sportive. Il travaille pendant un an comme décorateur au service technique du Théâtre Lessia Oukraïnka à Kiev puis est admis l'année suivante à l'École théâtrale Boris Chtchoukine à Moscou où il étudie l'art dramatique de 1977 à 1980 dans la classe d'Alla Kazanskaïa.
En 1980, il est comédien au théâtre Vakhtangov à Moscou et obtient l'année suivante un premier petit rôle au cinéma. Son premier grand rôle date de 1983 dans L'Équipage d'une machine de guerre de Vitali Vassilevski. En 1990, Makovetski rencontre le metteur en scène Roman Viktiuk, qui lui propose de jouer dans plusieurs pièces théâtrales.
Au cinéma, il a joué sous la direction de Vadim Abdrachitov, Piotr Todorovski, Alekseï Balabanov et Vladimir Khotinenko dont il devient un acteur fétiche depuis leur première collaboration avec La Comédie patriotique (1992).

## Filmographie partielle

### Au cinéma
- 1990 : La Mère (Мать) de Gleb Panfilov : Ryleïev
- 1993 : Makarov (Макаров) de Vladimir Khotinenko : Alexandre Makarov
- 1996 : Le Violon de Rothschild d'Edgardo Cozarinsky : Dmitri Chostakovitch
- 1998 : Des monstres et des hommes (Про уродов и людей, Pro ourodov i ludeï) d'Alekseï Balabanov : Johann
- 1998: Composition pour le jour de la victoire (Сочинение ко Дню Победы) de Sergueï Oursouliak : enquêteur
- 2000 : Le Frère 2 (Брат 2, Brat 2) d'Alekseï Balabanov : Belkine, directeur de la banque
- 2001 : La Suite mécanique (Механическая сюита) de Dmitri Meskhiev : Pliouganovski, le policier
- 2006 : Je n'ai pas mal (Мне не больно) d'Alekseï Balabanov : médecin
- 2007 : 12 de Nikita Mikhalkov : Juré no 1 (l'ingénieur)
- 2007 : Duska de Jos Stelling : Duska
- 2007 : La Tentation (ru) (Искушение) de Sergueï Achkenazi (ru)
- 2011 : Soleil trompeur 3 de Nikita Mikhalkov : Lunin
- 2012 : L'Éternel Retour (Вечное возвращение) de Kira Mouratova :
- 2017 : Les Trois Chevaliers et le Roi des mers de Constantin Feoktistov : le prince de Kiev (voix)
- 2017 : Les Trois Chevaliers et la princesse d'Égypte de Constantin Feoktistov : le prince de Kiev (voix)
- 2023 : Le Juste (Pravednik, Праведник) de Sergueï Oursouliak

### À la télévision
- 1988 : La Vie de Klim Samguine (Жизнь Клима Самгина) de Viktor Titov : Dmitri Samguine, frère de Klim Samguine (série télévisée en quatorze parties)
- 2002 : Neudacha Puaro (Неудача Пуаро, littéralement : L'Échec de Poirot) de Sergueï Oursouliak (téléfilm)
- 2014 : Les Démons (Бесы) de Vladimir Khotinenko : enquêteur

## Distinctions
- Nika du meilleur acteur, pour le film Makarov (Макаров) d'Eldar Riazanov (1993)
- Nika du meilleur acteur dans un second rôle, pour le film La Clé de la chambre à coucher (Ключ от спальни) d'Eldar Riazanov (2004)
- Artiste du peuple de la fédération de Russie (1998)
- Prix d'État de la fédération de Russie (2000)
- Meilleur rôle masculin décerné lors du Festival du cinéma russe à Honfleur pour son rôle dans La Tentation (ru) (Искушение) de Sergueï Achkenazi (ru) (2007)
- Ordre de l'Honneur (22 janvier 2010)
- Aigle d'or du meilleur rôle masculin dans une production télévisée (2012)
- Ordre du Mérite pour la Patrie de 4e classe (16 juillet 2018)